# Spark-Renault SRT 01E
El Spark-Renault SRT 01E fue un monoplaza eléctrico diseñado y construido especialmente para la temporada inaugural 2014-2015 del campeonato de Fórmula E organizado por la Federación Internacional del Automóvil (FIA).

## Desarrollo

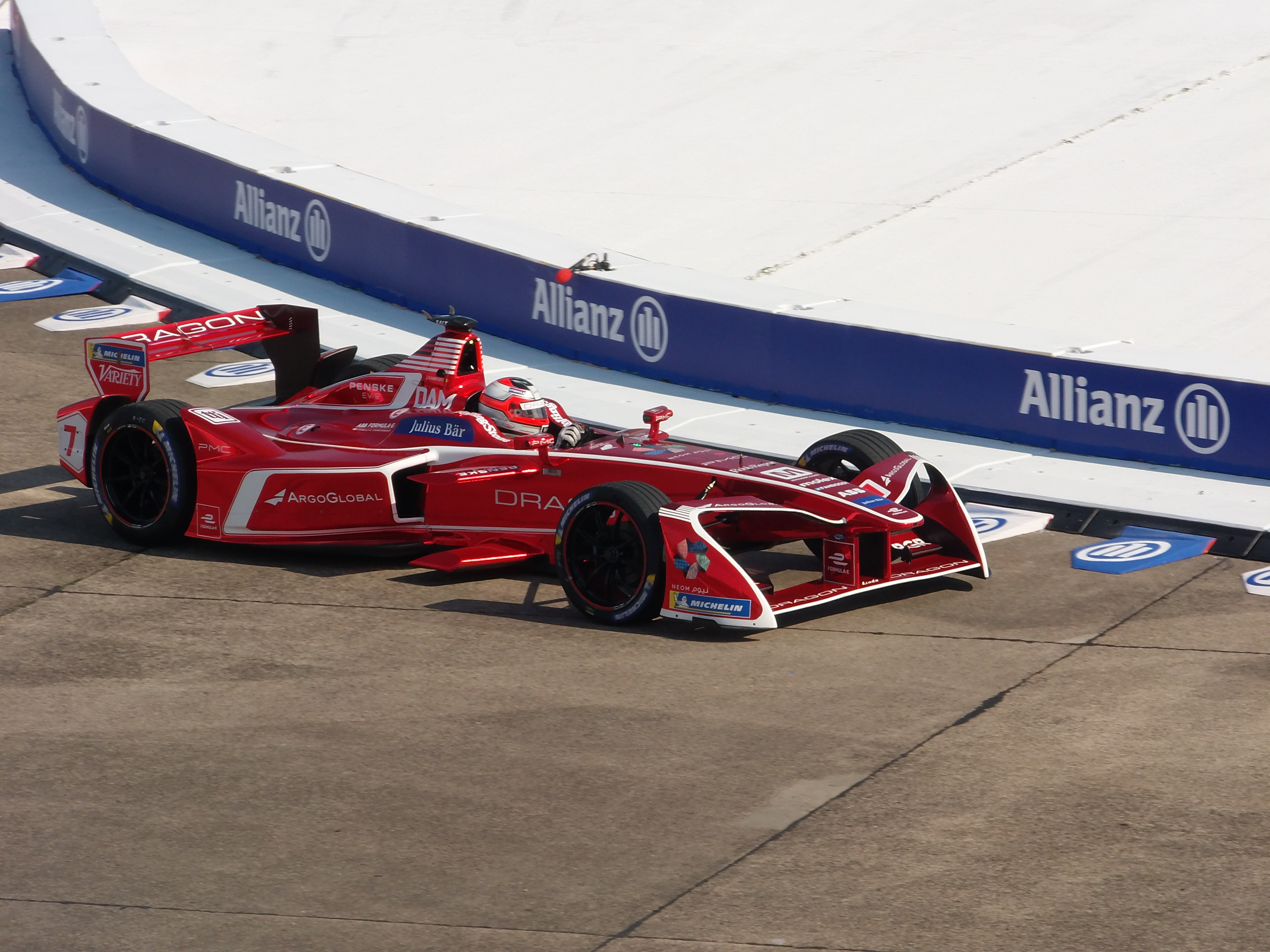
Jérôme d'Ambrosio sobre el SRT 01E de Dragon Racing, año 2018.

El desarrollo del coche comenzó en septiembre del 2012. Lucas di Grassi fue nombrado como piloto de pruebas oficial, haciendo una demostración del prototipo, el Formulec EF01 (construido en 2010).  El Formulec EF01 contaba con un chasis construido por Mercedes y motores fabricados por Siemens. El coche se utilizó en el vídeo de promoción oficial y para demostraciones en ciudades anfitrionas.
El 1 de noviembre de 2012, se anunció que McLaren Electronic Systems sería proveedor del motor eléctrico, transmisión y sistemas electrónicos para la Fórmula E. La organización de la Fórmula E le encargó 42 coches a Spark Racing Technologies. Para cumplir con este pedido, Spark se asoció al conocido fabricante Dallara.
El 28 de marzo de 2013, la empresa francesa Michelin fue nombrado como proveedor exclusivo de neumáticos. El 15 de mayo de 2013 se anunció que Renault sería un socio técnico de Spark Racing Technologies. La experiencia de Renault con sus programas de Renault Z.E. (Cero Emisión) y Fórmula 1 sería aprovechada para beneficio de la Fórmula E. Ese mismo día, la Fórmula E reveló el diseño del Spark-Renault SRT_01E.
El diseño de la batería quedó en manos de Williams Advanced Engineering, parte del Grupo Williams al cual Williams F1 pertenece.